# Cirolana bougaardti
Cirolana bougaardti är en kräftdjursart som beskrevs av Brian Frederick Kensley 1984. Cirolana bougaardti ingår i släktet Cirolana och familjen Cirolanidae. Inga underarter finns listade i Catalogue of Life.